# صوفي ماغدالينه الدنماركية
صوفي ماغدالينه الدنماركية (بالدنماركية: Sophie Magdalene af Danmark)‏ (3 يوليو 1746 - 21 أغسطس 1813)؛ كانت ملكة السويد بزواجها من غوستاف الثالث، هي الابنة الكبرى لـ فريدريك الخامس ملك الدنمارك وزوجته الأولى لويزا الهانوفرية الابنة الصغرى لـ جورج الثاني ملك بريطانيا العظمى، وهي والدة غوستاف الرابع أدولف.